# Romantisme de Turku
Le Romantisme de Turku (finnois : Turun romantiikka) est un mouvement politique et littéraire né dans les cercles de l'Académie de Turku au début du XIXe siècle.
Il est influencé par le romantisme européen et l’idéologie de Henrik Gabriel Porthan. 
Son programme était l'éveil du sentiment national et de la culture finlandaise.
Il est une forme précoce du mouvement fennomane. 
Il avait deux lignes :
- politique théorique, avec entre-autres Johan Jacob Tengström (1787-1858), Johan Gabriel Linsén (1785-1848), Adolf Ivar Arwidsson
- artistique-littéraire ; Carl Axel Gottlund, Zachris Topelius (1781-1831), Andreas Johan Sjögren (1794-1855), Reinhold von Becker (1788-1858)

Pendant son apogée dans les années 1820, c'est la ligne politique qui domine.
Les porte-paroles du mouvement sont les revues Mnemosyne, Turku Morgonblad et Turun Sanomat Wiikko. 
Le mouvement a obtenu un certain soutien des autorités russes car ils étaient intéressés par tout ce qui pourrait séparer la Finlande de la Suède.
Le départ en 1822 de Adolf Ivar Arwidsson de l'Université affaiblit les romantiques de Turku. 
Lorsque, à la suite du grand incendie de Turku, l'université déménage à Helsinki, le mouvement continuera dans les cercles de l'association Lauantaiseura.
C'est alors la ligne littéraire qui domine.

## Galerie

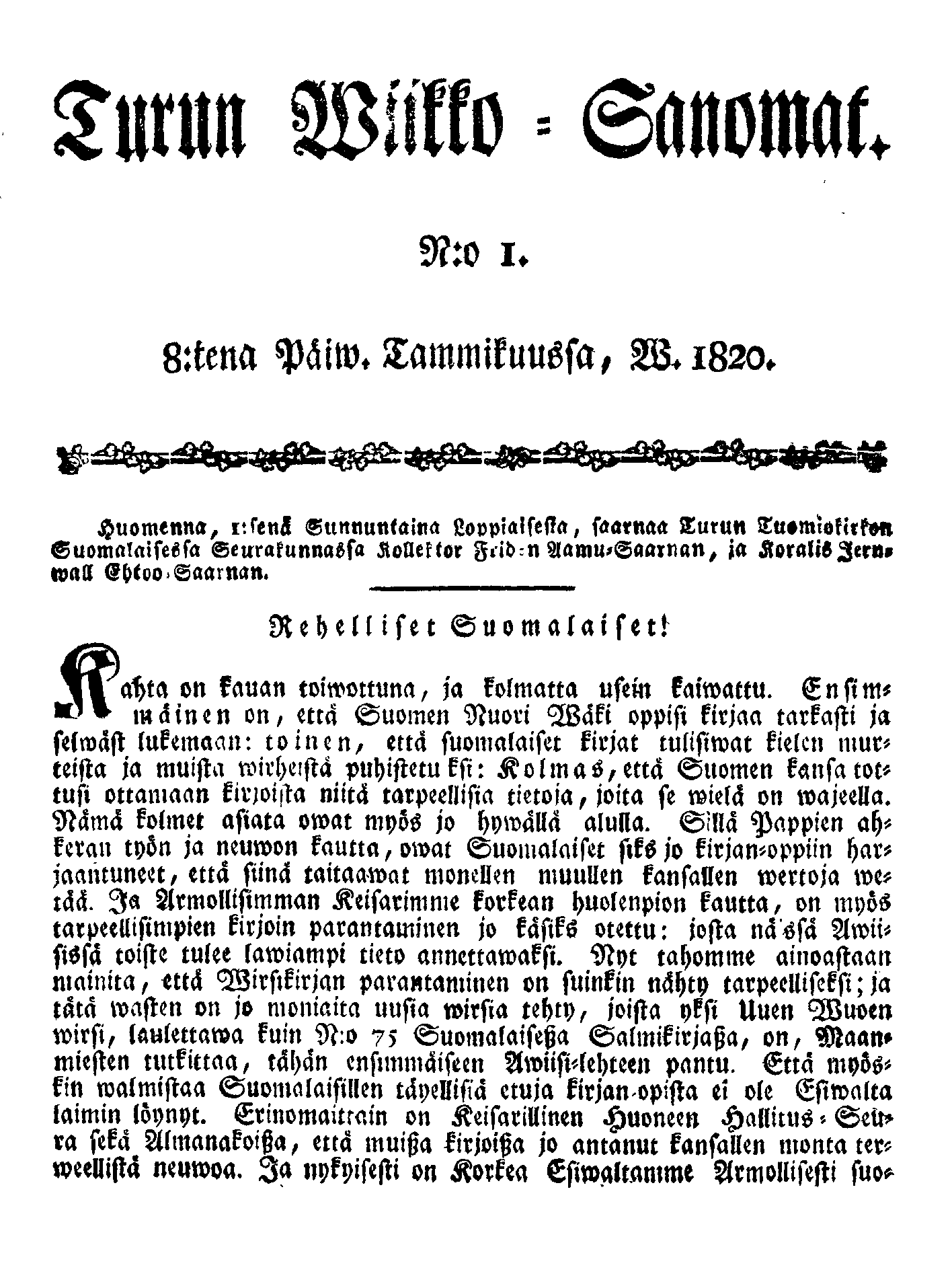
Turun Sanomat Wiikko
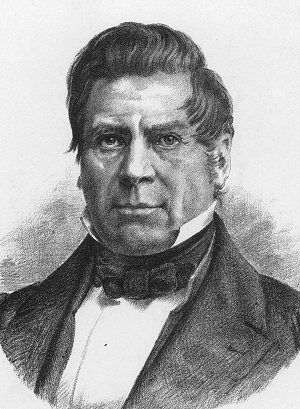
Adolf Ivar Arwidsson
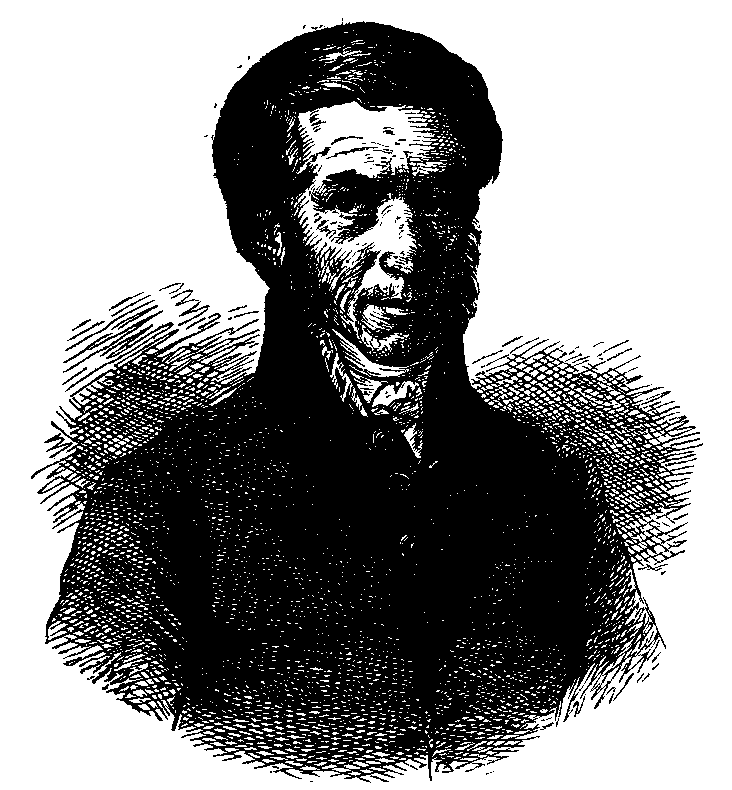
Carl Axel Gottlund
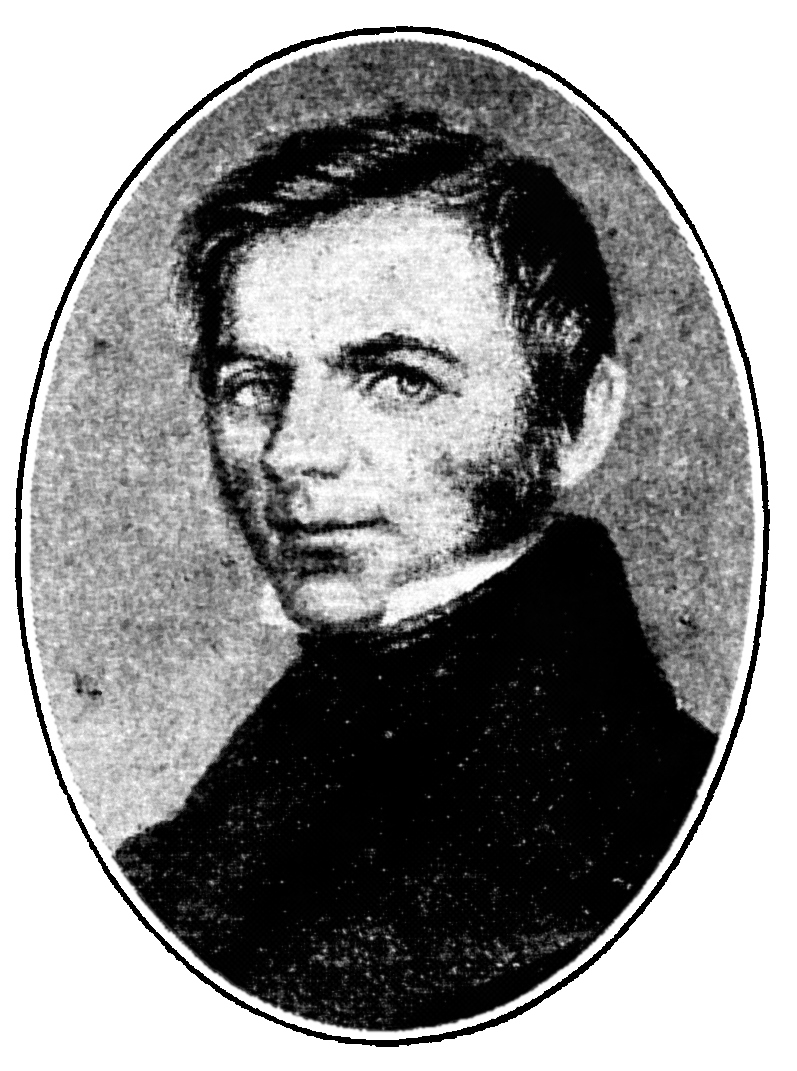
Andreas Johan Sjögren